# De Havilland Hornet
de Havilland DH.103 Hornet là một loại máy bay tiêm kích động cơ piston của Anh, được trang bị vào cuối Chiến tranh thế giới II.

## Biến thể
Hornet F 1
Hornet PR 2
Hornet F 3
Hornet FR 4
Sea Hornet F 20
Sea Hornet NF 21
Sea Hornet PR 22

## Quốc gia sử dụng
Úc
- Không quân Hoàng gia Australia

 Canada
- Không quân Hoàng gia Canada

 Anh Quốc
- Không quân Hoàng gia

## Tính năng kỹ chiến thuật (Hornet F 3)
Dữ liệu lấy từ 
Đặc điểm tổng quát
- Kíp lái: 1
- Chiều dài: 37 ft 8 in (11,48 m)
- Sải cánh: 45 ft (13,72 m)
- Chiều cao: 16 ft 2 in (4,93 m)
- Diện tích cánh: 361 ft² (33,54 m²)
- Trọng lượng có tải: 19.550 lb (8.886 kg)
- Trọng tải có ích: 15.640 lb (7.094 kg)
- Trọng lượng cất cánh tối đa: 20.900 lb (9.480 kg)
- Động cơ:  × Rolls-Royce Merlin 130/131, 2.080 hp (1.551 kW)  mỗi chiếc

 Hiệu suất bay 
- Vận tốc cực đại: 472 mph trên độ cao 22.000 ft (760 km/h trên độ cao 6.706 m)
- Tầm bay: 3.000 mi (4.828 km)
- Trần bay: 33.000 ft (10.058 m)
- Vận tốc lên cao: 4.000 ft/phút (20,3 m/s)

Trang bị vũ khí

- 4 × pháo Hispano Mk. V 20 mm (.79 in)
- 2 × bom 1.000 lb (454 kg)

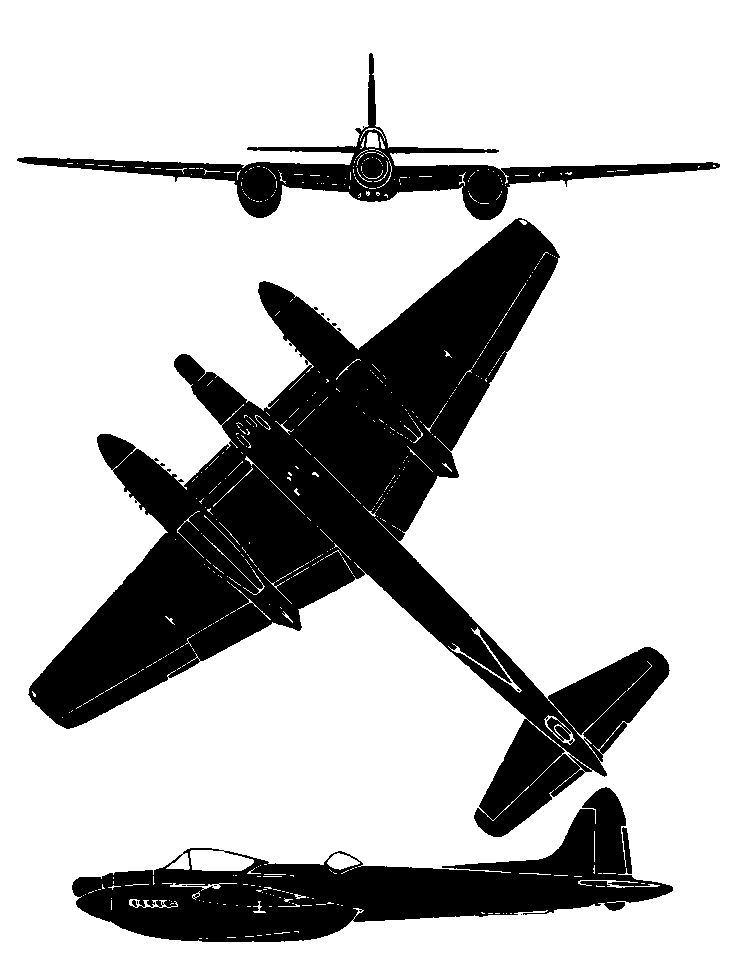
Sea Hornet N.F.21

- 8 × rocket không điều khiển "60 lb" (27 kg) RP-3

Hệ thống điện tử

Radar ASH trang bị cho Sea Hornet NF Mk 21.